# Vincennes (Indiana)
Vincennes város az USA Indiana államában. Lakosainak száma 16 759 fő (2020. április 1.).

## Népesség
A település népességének változása:

| 2010 | 18 423 |
| 2020 | 16 759 |